# 鼹鼠

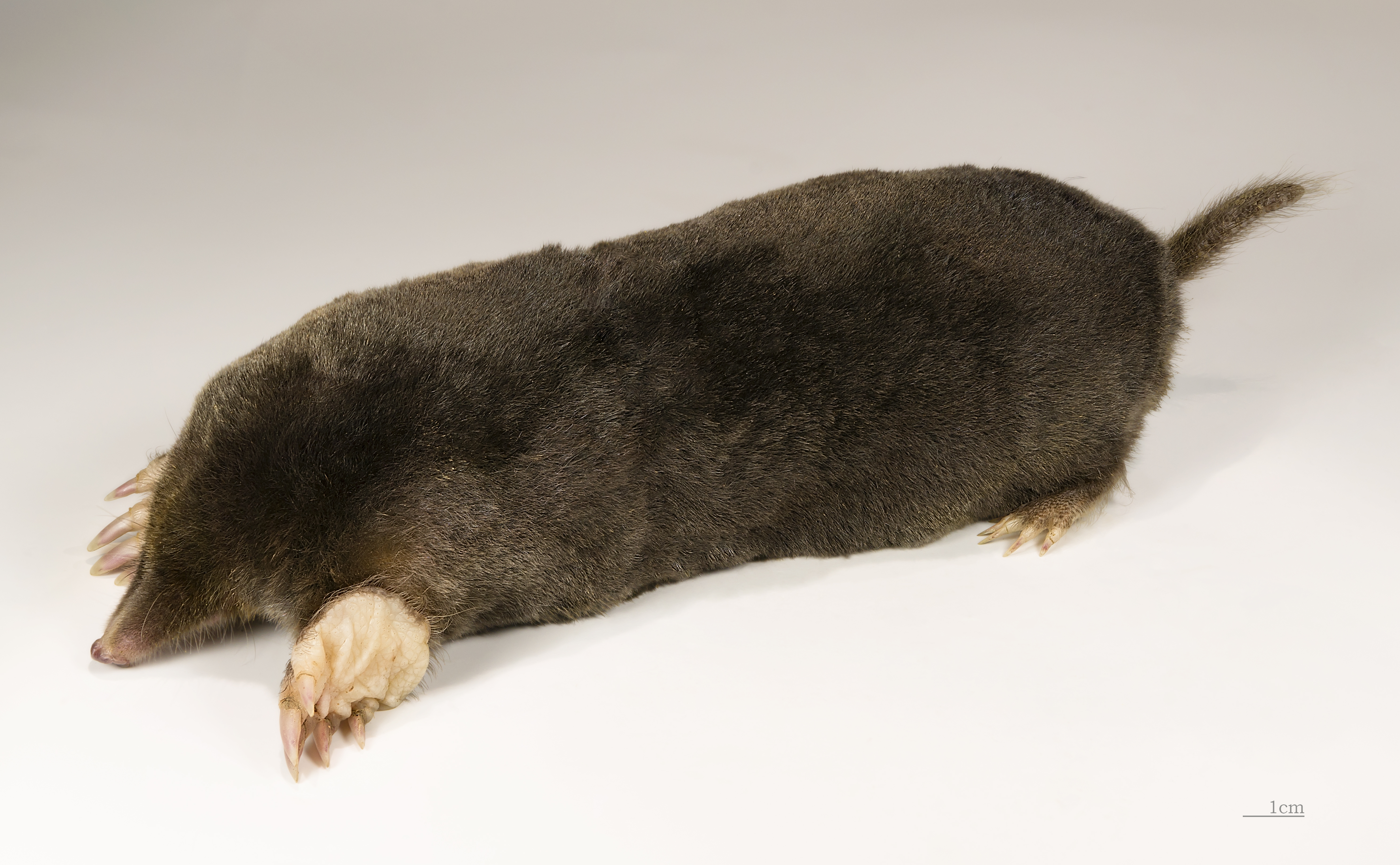
歐洲鼴鼠

鼴鼠是對一類適應穴居生活的小型哺乳動物的泛稱，牠們具有圓柱形身軀、柔軟的毛皮、極小的耳目、退化的後肢與粗短有力的前肢用以刨土。英文中的「mole」通常指真盲缺目鼴科中見於北美洲、亞洲和歐洲的物種，有時也包括大洋洲和非洲南部一些與鼴科完全無關、但外形类似鼴鼠的哺乳動物。此外，食蟲水棲鼴鼠和鼩鼴等鼴科動物的外形不同於典型的鼴鼠，因此不被稱為鼴鼠。

## 相关文化

### 神話
- 傳說中似牛之大獸。《廣韻．上聲．阮韻》:「鼴，鼴鼠，似鼠，形大如牛，好偃河而飲水也。」唐．張祜〈少年樂〉詩：「帶盤紅鼴鼠，袍砑紫犀牛。」明．李時珍《本草綱目．卷五一下．獸三．隱鼠》：「鼴鼠出滄州及胡中，似牛而鼠首黑足，大者千斤，多伏于水。」

### 童话
- 柳林风声
- 鼹鼠妈妈讲故事 （页面存档备份，存于）

### 动画
- 伊老师与小蟾蜍大历险
- 鼹鼠的故事
- 莫克和甜甜
- 柳林风声 (1987)
- 柳林风声 (1988) （页面存档备份，存于）
- 欢乐的杨柳镇
- 鼹鼠的圣诞节 （页面存档备份，存于）
- 柳林风声 (1995) （页面存档备份，存于）
- 老鼠和鼹鼠 （页面存档备份，存于）
- 摩尔庄园
- 熊猫和小鼹鼠 （页面存档备份，存于）

### 游戏
- 摩尔庄园

### 舞台剧
- 熊猫和小鼹鼠 （页面存档备份，存于）